# Arisaema quinatum
Arisaema quinatum là một loài thực vật có hoa trong họ Ráy (Araceae). Loài này được (Nutt.) Schott mô tả khoa học đầu tiên năm 1856.